# Liervogels
Liervogels (Menuridae) zijn een familie van vogels uit de orde zangvogels. De familie telt twee soorten die beide leven in Australië.
Liervogels staan vooral bekend door hun buitengewone vermogen om natuurlijke en kunstmatige geluiden uit hun omgeving te imiteren.

## Kenmerken
De liervogel wordt zo genoemd vanwege de staartpluim, gevormd door zestien gemodificeerde veren - twee lange slanke in het midden, twee brede gebogen aan de zijkanten en twaalf kleinere daartussenin. Tijdens de hofmakerij zwaait het mannetje deze veren over zijn hoofd en het totaal lijkt sterk op een Griekse lier. De soort 'Alberts liervogel' heeft kleinere en minder spectaculaire 'lier-veren' maar is voor het overige gelijk. Inclusief de staart meet het mannetje ongeveer 95 cm.

## Voortplanting
Het nest is zeer groot en overkoepeld en wordt door het vrouwtje gebouwd. Het heeft meestal een of meerdere zijingangen. Het legsel bestaat uit slechts één ei, dat ongeveer zes weken wordt bebroed.
Mannelijke liervogels verleiden vrouwtjes met een spectaculaire paringsdans waarin ze zowel hun prachtige staartveren als hun unieke stemgeluid in de strijd gooien.

## De zang van de vogel
De zang van de liervogel is een rijke mengeling van zijn eigen lied en geluiden die het dier ooit eens heeft gehoord. Liervogels imiteren meestal andere vogelsoorten of dieren en vaak voegen ze hier geluiden aan toe.
De Australische folklore bevat vele spectaculaire verhalen over het imitatievermogen van de liervogel. Het verhaal van de liervogel die het werk van een groep houtzagers stopzette door het geluid van de schaftsirene na te doen is niet bevestigd, maar een aantal andere staaltjes imitatievermogen zijn op camera en geluidsband vastgelegd. Hierbij werden kettingzagen, motorgeluiden, geweerschoten en zelfs de geluiden van camerasluiters geïmiteerd. Opnames die het moeten bevestigen zijn echter veelal niet van wilde exemplaren of zijn gedesinterpreteerd.

## Classificatie & soorten
De classificatie van de liervogel is lang omstreden. Ze werden gedurende korte tijd ingedeeld bij de Hoendervogels (Galliformes) tezamen met de op hen lijkende patrijs en fazant die de Europeanen zo goed kenden. Inmiddels is duidelijk dat de liervogels totaal niet verwant zijn aan de hoenderachtigen; ze behoren tot een andere orde, de zangvogels en tot de onderorde van de oscines. Daarbinnen worden de liervogels ingedeeld in een aparte familie, de Menuridae. Liervogels zijn volgens moderne inzichten nauw verwant is aan de doornkruipers (Atrichornithidae), sommige autoriteiten combineren beiden in een familie. Er zijn redenen om aan te nemen dat ze ook verwant zijn aan de prieelvogels (Ptilonorhynchidae).

## Soorten
Er zijn twee soorten, die beide behoren tot het geslacht Menura:
- Menura alberti – Alberts liervogel
- Menura novaehollandiae – Liervogel

De liervogel (M. novaehollandiae) syn. (Menura Suberba) wordt aangetroffen in gebieden met natte bossen op Tasmanië, en in de gematigde regenwouden van Victoria en New South Wales. Vrouwelijke liervogels zijn 74 - 84cm lang; de mannetjes zijn groter: 80 - 98cm lang waarmee ze, op de Groenlandse raaf na, de grootste zangvogels zijn.
Alberts liervogel (M. alberti) is iets kleiner met een maximum van 90 cm (mannetjes) en 84 cm (vrouwtje). Alberts liervogel wordt enkel aangetroffen in een zeer klein deel van zuidelijk Queensland regenbos.

## Leefomgeving & bedreiging
Veel liervogels leven in het Dandenong Ranges National Park, en in enkele andere parken langs de oostkust van Australië.
Liervogels worden op korte termijn niet meer bedreigd. Alberts liervogel heeft een zeer beperkt leefgebied maar lijkt daarbinnen onbedreigd zolang deze habitat in stand blijft, terwijl de liervogel, eens ernstig bedreigd door vernietiging van de leefomgeving, nu wordt geclassificeerd als 'veelvoorkomend'.